# كام فرانكلين
كام فرانكلين (بالإنجليزية: Kam Franklin)‏ هي مغنية وكاتبة غنائية أمريكية، ولدت في 7 يونيو 1987.

## وصلات خارجية
- الموقع الرسمي
- كام فرانكلين على موقع ميوزك برينز (الإنجليزية)